# Conservadurismo progresista
Conservadurismo progresista es una ideología política que combina el conservadurismo y el progresismo. Los orígenes del progresismo se remontan al siglo XVIII en Europa Occidental, durante la Ilustración, cuando se creía que la reforma social y avances en áreas como ciencia, economía, educación, tecnología y medicina eran necesarios para mejorar las condiciones de vida de las personas.
William Pitt el Joven, el conservador progresista primer ministro del Reino Unido, hizo campaña por la abolición. La Ley de comercio de esclavos de 1807 se aprobó un año después de su muerte. Durante el siglo XIX, el primer ministro británico Benjamin Disraeli ayudó a definir intelectualmente esta forma de política conservadora bajo su gobierno "Conservadurismo One-nation". Al ser testigo de los impactos negativos que las condiciones laborales actuales tuvieron en las personas durante ese tiempo, principalmente provocado por la Revolución Industrial, Disraeli comenzó a creer que se necesitaban cambios en la sociedad para mejorar las condiciones humanas y ambientales. Sin embargo, esta progresión debe hacerse a través del pensamiento y las políticas conservadoras, es decir, que el gobierno puede hacer el bien y debe involucrarse, pero solo cuando sea necesario y dentro de sus propios medios, siendo un gobierno limitado pero obligatorio. La idea defiende que se requiere una red de seguridad social, pero solo en una forma mínima. La democracia cristiana y la Doctrina social de la Iglesia promueven en alguna forma el conservadurismo progresivo, derivado del texto de Rerum novarum. Los conservadores progresistas también creen que el cambio instantáneo no siempre es lo mejor y, a veces, puede ser perjudicial para la sociedad, por lo que es necesario un cambio cauteloso que se ajuste a las tradiciones sociales y políticas de la nación.
En los Estados Unidos, Theodore Roosevelt ha sido la principal figura identificada con el conservadurismo progresista como tradición política. Roosevelt declaró que él "siempre había creído que el progresismo sabio y el conservadurismo sabio van de la mano". En Gran Bretaña, conservadores One-nation como David Cameron, que lanzó el Proyecto de conservadurismo progresivo en 2009 y Theresa May se han descrito a sí mismos como conservadores progresistas. Otros líderes europeos como Angela Merkel se han alineado con la política conservadora progresista.